# Drumcondra Football Club
Il Drumcondra Football Club era una società calcistica con sede a Dublino, in Irlanda.

## Storia
Il club, che venne fondato nel 1923 e scomparve nel 1972 dopo essersi fuso con l'Home Farm, ha trascorso 44 anni in League of Ireland, massima divisione del calcio irlandese.

## Palmarès

### Competizioni nazionali
- Campionato irlandese: 5

1948, 1949, 1958, 1961, 1965
- Coppa d'Irlanda: 5

1927, 1943, 1946, 1954, 1957
- Top Four Cup: 3

1960-1961, 1962-1963, 1964-1965
- Dublin City Cup: 6

1939-1940, 1940-1941, 1949-1950, 1950-1951, 1951-1952, 1960-1961

### Altri piazzamenti
- Campionato irlandese:

Secondo posto: 1945-1946, 1946-1947, 1949-1950, 1952-1953, 1956-1957
Terzo posto: 1942-1943, 1950-1951, 1953-1954, 1962-1963
- Coppa d'Irlanda:

Finalista: 1927-1928, 1947-1948, 1954-1955, 1960-1961
Semifinalista: 1928-1929, 1935-1936
- Dublin and Belfast Inter-City Cup:

Finalista: 1946-1947

## Statistiche
- Migliore vittoria: Sligo Rovers 0-8 Drumcondra; 22 gennaio 1961.
- Peggiore sconfitta: Cork United 9-1 Drumcondra; 13 gennaio 1946.
- Miglior capocannoniere stagionale: Dan McCaffrey (29 gol nella stagione 1960-1961).
- Miglior capocannoniere (totale): Des Glynn (96 gol tra il 1948 e il 1956).